# Sophronica obrioides
Sophronica obrioides är en skalbaggsart som först beskrevs av Bates 1873.  Sophronica obrioides ingår i släktet Sophronica och familjen långhorningar. Inga underarter finns listade i Catalogue of Life.